# Макс-руйнівник: Прокляття дракона
«Макс-руйнівник: Прокляття дракона» (англ. «Max Havoc: Curse of the Dragon») — американський бойовик 2004 року режисера Альберта П'юна.

## Сюжет
Колишній чемпіон світу з кікбоксингу і спортивний фотограф Макс працює над рекламною компанією готелів на острові Гуам. Він знайомиться з чарівними сестрами, яким місцевий торговець антикваріатом подарував древню статуетку Нефритового дракона, не підозрюючи, що вона була викрадена в японської мафії. Якудза з банди «Чорні дракони» не зупиняться ні перед чим, щоб повернути собі священний символ самурайської честі. Щоб врятувати дівчат, Максу доведеться продемонструвати всю свою майстерність у бойових мистецтвах.

## У ролях
- Мікі Гардт — Макс Гевок
- Ніккі Шілер Зірінг — дівчина байкер
- Скотт Л. Шварц — байкер
- Діего Вальраф — Джо
- Річард Раундтрі — Тасі
- Девід Керрадайн — Великий майстер
- Дж.Дж. Перрі — рефері
- Даніель Бургіо — злодій
- Джонні Нгуєн — Блискучий
- Марі Матіко — Ая
- Джоанна Крупа — Джейн Гуді
- Тоні Саблан — Крісті Гуді
- Вінсент Клін — Моко
- Джемі Марі Спірс — Ел Джі
- Пол Мартінез — хранитель
- Лі Джин — Ейко
- Кармен Електра — Деббі
- Арнольд Чон — Балді
- Джеймс П. Беннетт — кікбоксер (в титрах не вказаний)
- Тіна Варн — Злодій (в титрах не вказана)